# Parallelprojektion

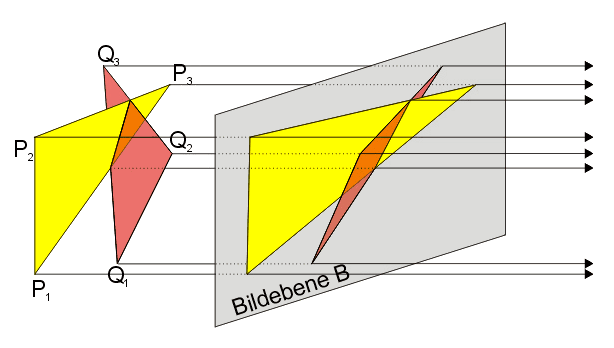
Prinzip der Parallelprojektion

Eine Parallelprojektion ist eine Abbildung von Punkten des dreidimensionalen Raums auf Punkte einer gegebenen Ebene, wobei die Projektionsstrahlen zueinander parallel sind. Treffen die Projektionsstrahlen im rechten Winkel auf die Projektionsebene, handelt es sich um eine Orthogonalprojektion. Treffen die Projektionsstrahlen schräg auf die Bildebene, handelt es sich um eine schräge Parallelprojektion beziehungsweise eine Axonometrie. Eine Parallelprojektion kann als Grenzfall einer Zentralprojektion angesehen werden, bei der sich das Projektionszentrum im Unendlichen befindet. Parallelprojektionen dienen häufig dazu, Schrägbilder von geometrischen Körpern herzustellen.

## Beschreibung
Den Bildpunkt eines beliebigen Punktes im Raum erhält man bei einer Parallelprojektion dadurch, dass man die Parallele zur Projektionsrichtung durch diesen Punkt mit der Projektionsebene zum Schnitt bringt. Geraden werden durch eine Parallelprojektion im Allgemeinen wieder auf Geraden abgebildet. Das gilt jedoch nicht für Parallelen zur Projektionsrichtung, da diese in Punkte übergehen. Die Bildgeraden von parallelen Geraden sind – soweit definiert – ebenfalls parallel zueinander. Die Länge einer Strecke bleibt erhalten, wenn diese parallel zur Projektionsebene verläuft. Die Größe eines projizierten Winkels stimmt normalerweise nicht mit der Größe des ursprünglichen Winkels überein. Aus diesem Grund wird ein Rechteck im Allgemeinen auf ein Parallelogramm abgebildet, aber nur in Ausnahmefällen auf ein Rechteck. Ähnliches gilt für Kreise, die im Allgemeinen in Ellipsen übergehen.

Parallelprojektion eines Würfels: a) orthogonal, b) schief

Im Allgemeinen treffen die Projektionsstrahlen schräg auf die Projektionsfläche. Man spricht dann von einer schrägen oder schiefen Parallelprojektion. Beispiele hierfür sind die Kavalierprojektion und Vogelperspektive.
Am häufigsten wird eine Orthogonalprojektion (auch orthogonale oder orthographische Parallelprojektion genannt) angewendet. Hier treffen die Projektionsstrahlen im rechten Winkel auf die Projektionsebene. Auf dieser Projektion beruhen die technischen Zeichnungen der Ingenieure und Architekten, wobei der Sonderfall dominiert, dass eine der drei Hauptebenen der oft würfelförmigen technischen Gegenstände parallel zur Projektionsfläche ist (Dreitafelprojektion). Um Zeichnungen mit räumlichem Eindruck zu erstellen, wird diese Parallelität aufgehoben. Die Gegenstände werden geneigt. Je nach Neigungswinkel(n) entstehen zum Beispiel Isometrien oder Dimetrien. Die so erhaltenen Bilder werden oft fälschlicherweise als Bilder in Kavalierperspektive angesehen. Die Orthogonalprojektion entspricht einer Fotografie mit einem telezentrischen Objektiv oder näherungsweise einer Fotografie aus großer Entfernung, vorteilhaft mit einem Teleobjektiv aufgenommen.

## Berechnung von Bildpunkten
Soll ein Punkt {\displaystyle P} auf eine (in Normalenform gegebene) Ebene {\displaystyle E:~{\vec {n}}\cdot {\vec {x}}-d=0} mittels einer Parallelprojektion mit der Projektionsrichtung {\displaystyle {\vec {v}}} abgebildet werden, so ist der Bildpunkt von {\displaystyle P} der Schnittpunkt der Geraden {\displaystyle g} durch {\displaystyle P} mit dem Richtungsvektor {\displaystyle {\vec {v}}}:
{\displaystyle g:~{\vec {x}}={\overrightarrow {OP}}+\lambda {\vec {v}},~\lambda \in \mathbb {R} }
Lässt man Ebene und Gerade schneiden, so ergibt sich für den Parameter {\displaystyle \lambda }:
{\displaystyle \lambda ={\frac {d-{\overrightarrow {OP}}\cdot {\vec {n}}}{{\vec {n}}\cdot {\vec {v}}}}}
Setzt man diesen in die Gerade {\displaystyle g} ein, so erhält man den Schnittpunkt dieser mit {\displaystyle E} und damit den Bildpunkt {\displaystyle P'}:
{\displaystyle {\overrightarrow {OP'}}={\overrightarrow {OP}}+{\frac {d-{\overrightarrow {OP}}\cdot {\vec {n}}}{{\vec {n}}\cdot {\vec {v}}}}\cdot {\vec {v}}}
Ist die Projektionsrichtung gleich der Normalenrichtung der Ebene {\displaystyle ({\vec {v}}={\vec {n}})}, so erhält man als Spezialfall die Orthogonalprojektion des Punkts auf die Ebene.

## Synthetische Geometrie
In der synthetischen Geometrie spielt die Parallelprojektion einer Geraden in einer affinen Ebene auf eine andere Gerade der gleichen Ebene eine grundlegende Rolle. Die Definition lautet hier:
Sei {\displaystyle A} eine affine Ebene und seien {\displaystyle g} und {\displaystyle h} verschiedene Geraden der Ebene aufgefasst als Mengen der auf ihr liegenden Punkte. Eine bijektive Abbildung {\displaystyle \pi :g\rightarrow h} heißt Parallelprojektion von {\displaystyle g} auf {\displaystyle h}, wenn gilt:
1. Schneiden sich {\displaystyle g} und {\displaystyle h} in einem Punkt {\displaystyle S}, dann gilt {\displaystyle \pi (S)=S}
2. Für zwei verschiedene Punkte {\displaystyle P,Q\in g}, die nicht zu {\displaystyle h} gehören, gilt stets

{\displaystyle P\pi (P)\parallel Q\pi (Q)}.
Ergänzend wird aus formalen Gründen definiert: Für {\displaystyle g=h} ist die identische Abbildung die einzige Parallelprojektion.

### Eigenschaften und Bedeutung
Die wichtigsten formalen Eigenschaften der so definierten Parallelprojektionen zwischen Geraden einer beliebigen, aber hier fest gewählten affinen Ebene:
- Jede Parallelprojektion der Ebene ist umkehrbar und ihre Umkehrabbildung ist eine Parallelprojektion.
- Zu zwei beliebigen Geraden {\displaystyle g,h} der Ebene existiert stets eine Parallelprojektion {\displaystyle \pi :g\rightarrow h}.

- Diese Parallelprojektion ist die Identität, falls {\displaystyle g=h} ist.
- Für {\displaystyle g\neq h} ist eine solche Parallelprojektion durch ein einziges Punkt-Bildpunktpaar {\displaystyle (P,\pi (P))} eindeutig bestimmt, sofern {\displaystyle P} nicht der Schnittpunkt der Geraden ist.
- Wählt man zwei Punkte {\displaystyle P\in g,P'\in h}, die beide nicht Schnittpunkte der Geraden {\displaystyle g} und {\displaystyle h} sind, dann existiert genau eine Parallelprojektion von {\displaystyle g} auf {\displaystyle h}, die {\displaystyle P} auf {\displaystyle P'} abbildet.

- Die Komposition von zwei Parallelprojektionen der Ebene, {\displaystyle \pi _{12}:g_{1}\rightarrow g_{2},\,\pi _{23}:g_{2}\rightarrow g_{3}}, {\displaystyle \pi _{23}\circ \pi _{12}:g_{1}\rightarrow g_{3}} ist stets eine bijektive Abbildung, aber sie ist im Allgemeinen keine Parallelprojektion.

Der Begriff der Parallelprojektion erlaubt es, den Begriff der Affinität auf nichtdesarguesche affine Ebenen zu verallgemeinern. Allgemein wird definiert:
Eine Kollineation {\displaystyle \alpha :A\rightarrow A} auf einer affinen Ebene heißt Affinität, wenn für jede Gerade {\displaystyle g\subset A} die Einschränkung {\displaystyle \left.\alpha \right|_{g}:g\rightarrow \alpha (g)} durch eine endliche Komposition von Parallelprojektionen darstellbar ist.
Durch diese Definition und die formalen Eigenschaften der Parallelprojektionen bilden die verallgemeinerten Affinitäten eine Untergruppe der Gruppe aller Kollineationen auf der affinen Ebene. Die ergänzende Definition für Parallelprojektionen, mit der die identische Abbildung der Ebene zu einer Affinität wird, sichert die Existenz wenigstens einer Affinität. Es ist nicht bekannt, ob es affine Ebenen gibt, auf denen die identische Abbildung die einzige Affinität ist.
Affinitäten erben durch ihre Definition und die formalen Eigenschaften der Parallelprojektionen alle Invarianzeigenschaften der Parallelprojektionen:
In einer affinen Ebene, die dem affinen Fano-Axiom genügt, ist die Mitte von zwei Punkten invariant unter Parallelprojektionen und daher auch unter Affinitäten.
In einer affinen Translationsebene gilt
- Sind drei kollineare Punkte {\displaystyle (T,P,Q)} kommensurabel, dann sind es auch ihre Bilder unter jeder Parallelprojektion und jeder Affinität.
- Der Streckungsfaktor und das Teilverhältnis von drei verschiedenen kollinearen und kommensurablen Punkten sind invariant unter Parallelprojektionen und Affinitäten.

Da umgekehrt jede teilverhältnistreue Kollineation auf einer desargueschen Ebene die verallgemeinerte Definition einer Affinität erfüllt, sind für desarguesche Ebenen genau die teilverhältnistreuen Kollineationen Affinitäten. Eine desarguesche Ebene ist stets isomorph zu einer Koordinatenebene über einem Schiefkörper und eine affine Translationsebene mit der Zusatzeigenschaft, dass kollineare Punkte stets kommensurabel sind.
Damit fällt der verallgemeinerte Begriff „Affinität“ für desarguesche Ebenen mit dem aus der analytischen Geometrie gewohnten zusammen.

### Beispiel
Eine Translation in einer affinen Inzidenzebene ist stets eine Affinität im Sinne der verallgemeinerten Definition (vgl. den Hauptartikel Affine Translationsebene). Allerdings existieren auch affine Inzidenzebenen, die außer der Identität keine weitere Translation zulassen.